# Awake Is the New Sleep
Albums de Ben Lee
hey you. yes you.
(2002) Ripe
(2007)
Awake Is The New Sleep est le cinquième album du chanteur australien Ben Lee, sorti le 22 février 2005 en Australie et aux États-Unis.

## Titres
1. Whatever It Is – 3:18
2. Gamble Everything for Love – 3:21
3. Begin – 4:12
4. Catch My Disease – 4:14
5. Apple Candy – 3:22
6. Ache for You – 4:05
7. Into the Dark – 2:46
8. No Right Angles – 3:34
9. Get Gotten – 3:07
10. Close I've Come – 3:23
11. The Debt Collectors – 2:50
12. We're All in This Together – 4:39
13. Light – 9:48
14. I'm Willing – 4:01